# Chikkamuddenahalli, Chik Ballapur
Chikkamuddenahalli là một làng thuộc tehsil Chik Ballapur, huyện Kolar, bang Karnataka, Ấn Độ.